# Rubén Belima
Rubén Belima Rodríguez (ur. 11 lutego 1992 w Móstoles) – gwinejski piłkarz grający na pozycji lewego pomocnika. Od 2016 jest zawodnikiem klubu FC Koper.

## Kariera klubowa
Swoją karierę piłkarską Belima rozpoczął w klubie FC Torrevieja. W 2008 roku zadebiutował w jego barwach w Tercera División. Spędził w nim dwa lata. W 2010 roku został zawodnikiem Realu Madryt. W latach 2010–2013 występował w trzecim zespole Realu. W sezonie 2011/2012 awansował z nim z Tercera División do Segunda División B. W 2013 roku awansował do Realu Madryt Castilli. Zadebiutował w nim 4 maja 2014 w zremisowanym 1:1 domowym meczu z Realem Jaén. W sezonie 2013/2014 spadł z zespołem Castilli z Segunda División do Segunda División B. W 2015 roku odszedł z Realu.
Na początku 2016 roku Belima przeszedł do słoweńskiego klubu FC Koper. Swój debiut w nim zaliczył 28 lutego 2016 w przegranym 0:2 wyjazdowym meczu z Olimpiją Lublana.
| Sezon   | Klub                 | Kraj      | Rozgrywki          | Mecze | Gole |
| ------- | -------------------- | --------- | ------------------ | ----- | ---- |
| 2008/09 | FC Torrevieja        | Hiszpania | Tercera División   | ?     | ?    |
| 2009/10 | FC Torrevieja        | Hiszpania | Tercera División   | ?     | ?    |
| 2010/11 | Real Madryt C        | Hiszpania | Tercera División   | 6     | 2    |
| 2011/12 | Real Madryt C        | Hiszpania | Tercera División   | 26    | 1    |
| 2012/13 | Real Madryt C        | Hiszpania | Segunda División B | 15    | 2    |
| 2013/14 | Real Madryt Castilla | Hiszpania | Segunda División   | 1     | 0    |
| 2014/15 | Real Madryt Castilla | Hiszpania | Segunda División B | 2     | 0    |
| 2015/16 | FC Koper             | Słowenia  | 1. SNL             |       |      |

## Kariera reprezentacyjna
W reprezentacji Gwinei Równikowej Belima zadebiutował 16 listopada 2013 w przegranym 1:2 towarzyskim meczu z Hiszpanią, rozegranym w Malabo. W 2015 roku został powołany do kadry na Puchar Narodów Afryki 2015. Na tym turnieju rozegrał cztery mecze: z Kongiem (1:1), ćwierćfinałowy z Tunezją (2:1), półfinałowy z Ghaną (0:3) i o 3. miejsce z Demokratyczną Republiką Konga (0:0, k. 2:4). Z Gwineą Równikową zajął 4. miejsce w tym turnieju.